# Георгий VII
Георгий VII (груз. გიორგი VII) (1366—1407) — царь Грузии (1393—1407). Сын царя Баграта V Великого и Елены Комниной, дочери императора Трапезундской империи Василия Великого. Из династии Багратионов.
Во время правления Георгия VII войска Тамерлана предприняли 6 опустошительных походов в Грузию, разорив и разрушив страну в гораздо больших масштабах, чем в своё время это сделали войска Чингисхана. Последствия многократных нашествии Тамерлана оказались катастрофическими — экономика и культура страны пришли в упадок, численность населения сократилось наполовину. Единое Грузинское царство распалось на несколько царств и княжеств, которые были экономически слабо связанные друг с другом.

## Правление
При жизни своего отца царя Баграта V Великого, принц Георгий занимал важные должности в разных частях Грузии и с тех пор в источниках упоминается как царь. Во время правления Георгия VII в 1394—1403 годах Тамерлан неоднократно вторгался в Грузию (весна и осень 1394 г., осень 1399 г., весна-лето 1400 г., 1401 и 1403 гг.), войска которого разорили разные регионы страны — Кахети-Эрети, Триалети, Квемо и Шида Картли, Имерети. Основная цель Тамерлана состояла в том, чтобы завоевать Грузию, а ее население обратить в ислам.
Перед тем как начать завоевательные походы против конкретной страны, Тимур посредством торговых сношений собирал разведывательные сведения: Тимур, как и Чингисхан, посылал с товарами купцов и начальников караванов в разные владения Средней Азии, в Китай, Индию, Египет, Аравию, Сирию, Грузию и даже в европейские государства. По возвращении караванов назначенные в число купцов и посланные в виде дервишей чиновники сообщали сделанные ими по пути замечания о состоянии народа, нравах и обычаях в пройденных ими землях и в особенности должны были выведывать об отношениях государей к их подданным..
В начале 1400 года Тимур снова вторгся в Грузию. Население укрылось в горах. Но, несмотря на разрушительный характер действии армии Тимура, царь Георгий VII не прекращал борьбу. В 1401 г. он заключил Шамкорское перемирие с Тамерланом, продлившееся недолго.
После завоевания Малой Азии, Тимур в 1403—1404 гг. под предлогом того, что царь Георгий VII не посетил его ставку, напал на Грузию. Его войска полностью уничтожили более 700 селении и большое количество памятников культуры.
Тимур лично руководил большинством этих набегов, чтобы усмирить непокорного грузинского монарха. Хотя он и не смог установить жесткий контроль над Грузинским Царством, стране был нанесен сокрушительный удар, от которого она так и не оправилась. Несмотря на большую жестокость, Тимур так и не смог преодолеть ожесточенное сопротивление грузинского народа и пленить царя Георгия VII.
Погиб в 1407 году в бою с тюркскими кочевыми племенами Кара-Коюнлу.
Потомства не оставил.

## Версии гибели Георгия VII
Информация о гибели Георгия VII в бою с тюркскими кочевыми племенами Кара-Коюнлу принадлежит Вахушти Багратиони. Сегодня данная версия оспаривается историками, и есть предположение, что Георгий VII умер естественной смертью.

## Наследник
Престол унаследовал родной брат Константин I.